# Sainte-Colome
Sainte-Colome är en kommun i departementet Pyrénées-Atlantiques i regionen Nouvelle-Aquitaine i sydvästra Frankrike. Kommunen ligger i kantonen Arudy som tillhör arrondissementet Oloron-Sainte-Marie. År 2022 hade Sainte-Colome 356 invånare.

## Befolkningsutveckling
Antalet invånare i kommunen Sainte-Colome
| Referens: INSEE |